# عبد الصادق شقارة
عبد الصادق شقارة ولد في مدينة تطوان في عام 1931م. حصل على تعليمه الأولي من خلال التعلم بالكتاب والالتحاق بالمدرسة الابتدائية. في نفس الوقت، تعلم من والديه مبادئ الموسيقى والذكر والمديح. كان ينشغل بتعلم الموسيقى والعزف على العود والكمان وتكوينه الصوفي في الزاوية الحراقية، التي كانت تعد مدرسته الثانية بعد والديه. لقد كان الشيخ سيدي عرفة الحراق، شيخ الزاوية، يمثل شخصية مهمة بالنسبة له وأصبح صديقه ومعلمه.

## مسيرته
- في مسيرة الفنان عبد الصادق شقارة، لعبت سنة 1945 دورًا مهمًا حيث انضم إلى جوق الشيخ سيدي عرفة الحراق، وهذا الانضمام كان بداية رحلته الفنية والروحية المميزة. ومع مرور السنوات، تألق شقارة وظهر بموهبته ومهاراته الموسيقية.[2]
- وفي عام 1957، أسس عبد الصادق شقارة جوق المعهد الموسيقي بتطوان، وقد حققت أغنيته الشهيرة "الحبيبة وجرحتيني" نجاحًا كبيرًا في حفل افتتاح مسرح محمد الخامس. كانت هذه الأغنية إشارة إلى انطلاقة قوية لمشواره الفني ومكانته البارزة في المشهد الموسيقي.[2]
- وفي عام 1961، قام الفنان عبد الصادق شقارة بالمساهمة في تسجيل النوبات الإحدى عشرة للموسيقى الأندلسية، ما يعكس اهتمامه العميق بالتراث الموسيقي وجهوده في الحفاظ على التراث الثقافي.[2]
- في عام 1975، شارك في المهرجان الإسلامي بلندن بحضور الملكة إليزابيث الثانية، حيث قدم أداءً استثنائيًا أثار إعجاب الجمهور الحاضر.[2]
- وفي عام 1978، عين عبد الصادق شقارة حارسًا عامًا للمعهد الموسيقي بتطوان، مما أكد اعتراف المؤسسات بموهبته وخبرته في المجال الموسيقي.[2]
- لقد جمع شقارة بين العديد من الأنماط الموسيقية على مدار مسيرته. في عام 1982، أبدع في مزج الموسيقى الشعبية التطوانية والفلامينكو في أغنية "بنت بلادي"، مما أظهر قدرته الفريدة على تجاوز الحدود وتقديم أعمال فنية متميزة.[2]
- واستمرت نجاحاته وتحقيقاته في عالم الموسيقى. في عام 1991، التقى بعازف البيانو الإنجليزي مايكل نيمن، الحائز على جائزة الأوسكار لأفضل موسيقى فيلم "البيانو"، وتم توثيق هذا اللقاء الثقافي القيّم.[2]
- وفي عام 1992، ساهم عبد الصادق شقارة في تسجيل الموسيقى الأندلسية بأكملها على أسطوانة ليزر أو القرص المضغوط، وذلك للمساهمة في توثيق وحماية هذا التراث الثقافي الغني.[2]

## أغانيه
اليكم مجموعة من الاغاني الفنان:
- العايلة مولاتي[3]
- بنت بلادي
- ماناشي زهوانية
- أنا ديني دين الله
- كن لي في وجودك
- مساء الخير عليكم
- السعدية الجبلية
- انا ماني فياش
- حبك القمر بكمالو
- غريب وبراني

## روابط خارجية
- عبد الصادق شقارة على موقع ميوزك برينز (الإنجليزية)
- عبد الصادق شقارة على موقع ديسكوغز (الإنجليزية)
- عبد الصادق شقارة ينقل التراث المغربي من المحلية إلى العالمية
- Noureddine Chekara (son of Abdessadeq Chekara) is in the Al-Andalus ensemble and on their album of traditional Andalusian music "Alchemy" نسخة محفوظة 25 يونيو 2016 على موقع واي باك مشين.